# Масинди (округ)
Масинди — округ в Западной области Уганды. По состоянию на 2010 год в округе проживает 602 100 человек. Площадь территории составляет 9443 км². На севере граничит с округом Нвоя, на востоке граничит с округом Киряндонго, на юго-востоке с округами Накасонгола и Накасеке, с округом Хоима на юго-западе и округом Булиса на северо-западе. Основной экономической деятельностью является выращивание продовольственных культур, таких как кукруза, картофель и бананы. 73% населения заняты в сельском хозяйстве. На озере Альберт развито рыболовство. В округе проживают представители более 55 племён. Главной водной артерией является Белый Нил.
Административный центр — Масинди.